# 2. verdenskrig
 Der er for få eller ingen kildehenvisninger i denne artikel, hvilket er et problem. Du kan hjælpe ved at angive troværdige kilder til de påstande, som fremføres i artiklen.

2. Verdenskrig var en global krig, der varede fra 1939 til 1945. Størstedelen af verdens lande – hvilket indbefattede alle stormagter – dannede to store militæralliancer, som stod overfor hinanden: de allierede og aksemagterne. En tilstand af total krig involverede direkte mere end 100 millioner mennesker fra mere end 30 forskellige lande. De væsentligste krigsdeltagere stillede hele deres økonomiske, industrielle og videnskabelige kapacitet bag krigsindsatsen, hvilket medførte, at man ikke længere skelnede mellem civile og militære ressourcer. Anden Verdenskrig var den mest dødelige konflikt i den menneskelige historie, hvilket kostede mellem 50 og 85 millioner mennesker livet, hvoraf de fleste var civile i Sovjetunionen og Kina. Krigen inkluderede adskillige massakrer, folkedrabet på jøderne i form af Holocaust, strategiske bombninger, tiltænkte hungersnødsepidemier og den eneste brug af atomvåben i en krig.
Japan, hvis mål var at dominere Asien og Stillehavsområdet – var i krig med Kina fra 1937, omend ingen af parterne officielt havde erklæret den anden krig. Generelt sætter man Anden Verdenskrigs start til at være 1. september 1939 med det Tyske Tredje Riges angreb på Polen, og Frankrig og Storbritanniens efterfølgende krigserklæringer mod Tyskland. Fra den sene del af 1939 og til den tidlige del af 1941 var Tyskland i stand til at gennemføre en række kampagner og aftaler, der sikrede landet kontrollen med store dele af det kontinentale Europa, hvor det samtidig dannede aksemagterne i fællesskab med Italien og Japan. Med baggrund i Molotov-Ribbentrop-Aftalen i august 1939 aftalte Tyskland og Sovjetunionen at annektere områder i de lande, der lå imellem dem, hvilket gjaldt Polen, Finland, Rumænien og de baltiske lande. I midten af 1940 faldt Frankrig til Tyskland, og krigen fortsatte primært med militære kampagner i Nord- og Østafrika som en kamp imellem Aksemagterne og det Britiske Imperium.
Efterfølgende fik man krigen på Balkan, luftslaget om de britiske øer, blitzangrebene og det langvarige slag om Atlanterhavet. Den 22. juni 1941 påbegyndte aksemagterne en invasion af Sovjetunionen, hvilket åbnede for den største landkrig i den menneskelige historie. Østfronten lokkede aksemagterne i en fælde – mest afgørende den tyske værnemagt – i form af nedslidning af ressourcer. I december 1941 foretog Japan et overraskelsesangreb på USA og de europæiske kolonier i Stillehavet. Det medførte prompte, at USA – i fælles støtte med Storbritannien – erklærede krig mod Japan, og de europæiske aksemagter fulgte hurtigt op med at erklære USA krig i solidaritet med Japan. Den hurtige japanske erobring af det meste af det vestlige Stillehav blev opfattet af mange asiater som en befrielse fra vestlig dominans og medførte japansk støtte fra langt de fleste besejrede og erobrede lande. Aksemagternes fremmarch i Stillehavsområdet begyndte at stå stille i 1942, da Japan tabte det afgørende slag om Midway. Senere da Tyskland og Italien blev besejret i Nordafrika og endeligt afgørende, da de blev stoppet ved Stalingrad af Sovjetunionen. I 1943 oplevede tyskerne en række nederlag på Østfronten, allierede landgange på Sicilien og Syditalien med invasion til følge og en række allierede sejre i Stillehavsområdet, hvilket tvang aksemagterne til en række strategiske tilbagetog på alle fronter. I 1944 foretog de vestlige allierede en landgang 6. juni på D-dag i Normandiet i Frankrig, som man tilbageerobrede, og Sovjetunionen var i stand til at genvinde alle de territorier, det havde tabt og derpå sætte angreb ind mod selve Tyskland og dets allierede. I løbet af 1944 og 1945 led Japan nederlag i fastlands-Asien i det sydlige centrale Kina og Burma, mens de allierede stort set ødelagde den japanske flåde og erobrede en række nøgleøer i den vestlige del af Stillehavet.
Krigen i Europa sluttede med de allieredes invasion af Tyskland med klimakset i form af sovjetiske troppers erobring af Berlin, Adolf Hitlers selvmord og den tyske betingelsesløse kapitulation den 8. maj 1945. De tre regeringsledere Josef Stalin (Sovjetunionen), Harry S. Truman (USA) og Winston Churchill mødtes på Potsdamkonferencen fra 17. juli til 2. august 1945. Konferencen sluttede med fredstraktaten: Potsdam-deklarationen den 2. august 1945. Her blev Tyskland og de øvrige krigsskyldiges fremtid afgjort, og den bestod i en fremtidig besættelse af Tyskland og Østrig fordelt mellem de fire sejrsmagter, der også talte Frankrig. Den 26. juli 1945 var de allierede blevet enige om Potsdam-deklarationen på Potsdamkonferencen, hvor man oplistede kravene til Japan for overgivelse: Japan nægtede. Den 6. og 9. august 1945 gav USA ordre til at kaste atombomber ned over byerne Hiroshima og Nagasaki. Da en invasion af den japanske øgruppe stod for døren, og muligheden for yderligere atombomber og en sovjetisk indblanding i krigen som følge af dets erobring af Manchuriet, overgav Japan sig den 15. august 1945. Det markerede den totale allierede sejr i Asien. Efterfølgende satte de allierede krigsforbrydertribunaler op mod såvel tyskerne som japanerne.
2. verdenskrig ændrede verdens politiske logik og sociale struktur. De Forenede Nationer (FN) blev etableret for at støtte internationalt samarbejde og at forhindre fremtidige konflikter. De sejrende stormagter – Kina, Frankrig, Sovjetunionen, Storbritannien og USA – blev permanente medlemmer af dets sikkerhedsråd. Sovjetunionen og USA blev rivaliserende supermagter, hvilket satte scenen for et halvt århundrede med den kolde krig. Europa var blevet hårdt ramt af krigens ødelæggelser, og en del indflydelse gled over til de nye supermagter, og landene måtte efterfølgende starte en afkolonisering i Afrika og Asien. De fleste lande, hvis industrier var blevet ødelagt under krigen, søgte økonomisk genrejsning. Politisk integration – særlig i Europa – var med til at bilægge fjendtlighederne fra før krigen og skabe en fælles identitet.

## Forudgående begivenheder
I Europa var forudsætningerne for krigen tæt forbundet med fremgangen for fascismen, specielt nationalsocialismen i Tyskland. Det er nødvendigt for at forstå, hvorfor nazisterne kom til magten. Den væsentligste årsag er 1. verdenskrig (1914-18). Under 1. verdenskrig blev Tyskland under den ultranationalistiske kejser Wilhelm 2. og dets allierede (Centralmagterne) besejret af Ententen, som bl.a. omfattede Storbritannien, USA og Frankrig. Ansvaret for krigen lagde sejrherrerne på det national-militaristiske kejserlige Tyskland. Det var Tyskland, der indledte krigen med sit angreb på Frankrig gennem Belgien. Frankrig, som i den fransk-tyske krig i 1870-71 havde tabt til Preussen (som efter sejren dannede kejserriget Tyskland), krævede kompensation for ydmygelse og ruinering under 1. verdenskrig. Det indebar, at fredstraktaterne som Versaillestraktaten dikterede strenge finansielle erstatninger fra Tyskland samtidig med, at landet måtte affinde sig med en lang række økonomiske og militære begrænsninger og afgivelse af landområder, bl.a. Elsass og Lothringen, til Frankrig.
En ny demokratisk tysk republik Weimarrepublikken opstod efter 1. verdenskrig. Efter nogen succes blev republikken ramt af hyperinflation og andre alvorlige økonomiske problemer. Højre-nationale bevægelser som Adolf Hitlers nationalsocialistiske parti lagde skylden for de ydmygende betingelser i fredsaftalen på det demokratiske system, marxister og jøder, som de påstod havde taget finansielt kvælertag på Tyskland og var skyld i det økonomiske og moralske morads (dolkestødslegenden).
Efter en række kaotiske valg blev Hitler udnævnt til rigskansler den 30. januar 1933 af den aldrende præsident Paul von Hindenburg. Hitlers regering overtog magten ved at bruge de ekstraordinære rettigheder, som grundloven gav præsidenten. Det muliggjorde, at regeringen kunne omgå rigsdagen.
Rigsdagsbranden i 1933 medførte udelukkelse af kommunisterne og øgede højrefløjens stemmeandel, og en forordning fra præsidenten øgede rigskanslerens (Hitlers) magt.
En passus i Weimarrepublikkens grundlov sagde, at ved præsidentens død ville hans embede midlertidigt blive overtaget af kansleren. Så da Hindenburg døde i 1934, overtog Adolf Hitler embedet som præsident, og han kunne nu opnå diktatorisk kontrol med Tyskland.
Også den italienske økonomi var ude for stor tilbagegang efter 1. verdenskrig. Anarkister, kommunister og andre socialistiske agitatorer opnåede stor magt i fagforeningerne, og mange var alvorligt bekymrede for, at en kommunistisk revolution var nært forestående.
Efter at en række liberale regeringer forgæves havde søgt at bekæmpe dem, inviterede Italiens konge, Victor Emmanuel 3., den højreorienterede politiker Benito Mussolini og hans fascistparti til at danne regering i 1922 efter deres Marcia su Roma (March til Rom). Fascisterne bevarede en bevæbnet paramilitær fløj, som var udset til at bekæmpe anarkister, kommunister og socialister.
Efter en årrække havde Mussolini tilkæmpet sig diktatorisk magt, og Italien blev en politistat. Den 7. januar 1935 underskrev Mussolini og den franske udenrigsminister Pierre Laval den italiensk-franske aftale.
I mellemtiden flyttede Adolf Hitler fokus til udenrigspolitikken, da hans indenrigspolitiske magt nu var befæstet. Han traf en række beslutninger med stigende udfordringer til sejrherrerne.
Den 16. marts 1935 blev Versaillestraktaten overtrådt, da Hitler beordrede en genoprustning af Tyskland. Massiv militær værnepligt blev indført (traktaten krævede, at den tyske hær ikke oversteg 100.000 mand).
Det medførte kun officielle protester fra Storbritannien og Frankrig. (Storbritannien og Tyskland indgik i 1935 en flådeaftale, der bl.a. udvidede grænserne for Tysklands flådeoprustning). De to lande var i langt højere grad fokuseret på de økonomiske betingelser i traktaten end på de militære. Mange briter følte selv, at restriktionerne på Tyskland i Versaillestraktaten var for hårde og mente, at Hitlers mål alene var at fjerne de værste konsekvenser af traktaten. Den 7. marts førte Hitler sin hær ind i Rhinlandet. Ifølge Versaillestraktaten skulle Rhinlandet være afmilitariseret. Frankrig ønskede, at området skulle være en buffer mod Tyskland.
Den første tyske anneksion var Østrig. Efter at Italien havde tilsluttet sig Antikominternpagten i 1937 og dermed fjernet den største forhindring for en sammenslutning af Østrig til Tyskland, erklærede Tyskland Østrig for annekteret den 12. marts 1938 (Anschluss). Hermed blev Østrig en tysk provins under navnet Gau Ostmark.
Med Østrig som en del af riget flyttede Hitler fokus til Tjekkoslovakiet. Hans første ordre var at indlemme Sudeterlandet, de tysktalende grænseområder i Tjekkoslovakiet. Med Østrig på tyske hænder var den lille stat næsten omringet. Efter lange forhandlinger og udbredte krigstrusler fra Hitler tog den britiske premierminister Neville Chamberlain og de franske ledere af sted for at "glæde" Hitler, selv om Storbritannien tidligere havde garanteret for Tjekkoslovakiets sikkerhed. München-aftalen den 30. september 1938 tillod tyske tropper at besætte Sudeterlandet. Tjekkoslovakiske repræsentanter blev ikke inviteret til forhandlingerne. Landet var magtesløst uden britisk og fransk støtte. I marts 1939 kom resten af Tjekkiet under tysk styre som et protektorat. Den 14. marts erklærede Slovakiet sig uafhængigt og blev anerkendt af Frankrig, Storbritannien og andre vigtige magter. Den slovakiske stat forsøgte at undgå nazificering, men blev besat af Nazi-Tyskland i september 1944.
Italien, som stod overfor modstand fra Folkeforbundet på grund af sin krig i Etiopien, dannede en alliance med Nazi-Tyskland, som havde forladt Folkeforbundet i 1933. I maj 1939 dannede Tyskland Stålpagten, som udvidede alliancen og etablerede en Rom-Berlin akse.

### Japans ekspansion iØstasien
I Stillehavsregionen blev krigen ikke officielt erklæret mellem USA og Japan før efter det japanske angreb på Pearl Harbor den 7. december 1941. Der var en lang række af kampe mellem Japan og Kina igennem 1930'erne, specielt med baggrund i den politiske uro i Kina og landets deraf følgende militære svaghed. Japan stod stærkt og havde en meget militaristisk og ekspansiv ideologi. Japan manglede råstoffer, og mange af dem fandtes i Kina.
I 1920'erne blev Kina delt i en række regioner, hver med sin krigsherre. Regeringen var derfor svag, og Japan øgede sin indflydelse gennem en række traktater med den centrale regering. Situationen var dog stærk ustabil, da traktaterne i tilfælde at et totalt sammenbrud i Kina ikke ville kunne opretholdes, samtidig med at et stærkere Kina ville kunne fremtvinge nye og mindre fordelagtige aftaler for Japan.
I 1927 ledede Chiang Kai-Shek og den nationale revolutionære hær en kampagne mod krigsherrerne. Det lykkedes ham militært at bekæmpe krigsherrerne i det sydlige og centrale Kina og komme tæt på en alliance med krigsherrerne i det nordlige kina. Frygt for, at Zhang Xueliang (Krigsherren med kontrol over Manchuriet) ville erklære en alliance med Chiang, fik Japan til at gribe ind og oprette en marionetstat i Manchuriet.
I 1931 invaderede japanske tropper Manchuriet uden tilladelse fra regeringen i Tokyo. Anledningen var Mukden-episoden, en sabotageaktion mod den japanskejede og -drevne Sydmanchuriske jernbane. De japanske soldater stod selv bag aktionen. Året efter blev Manchuriet til kejserdømmet Manchukuo med den tidligere kinesiske kejser Puyi på tronen, men i realiteten blev kejserdømmet styret af Japan.
I 1937 udløste Episoden på Marco-Polo-Broen den 2. kinesisk-japanske krig. Selv om de kinesiske styrker var langt større end de japanske, var det japanerne som i løbet af de næste år erobrede størstedelen af det østlige Kina ved hjælp af deres bedre våben og træning.
I 1938 forsøgte japanerne i den Sovjetisk-japanske grænsekonflikt at trænge ind i Mongoliet, men her kom de op imod den sovjetiske Røde Hær, som blev ledet af den senere så berømte Georgij Zjukov, og i 1939 løb de ind i et alvorligt nederlag i Slaget ved Khalkhin Gol. Det førte til konfliktens afslutning og senere til den Sovjetisk-japanske neutralitetspagt.

## Tyskland og Sovjetunionen invaderer Polen
Tyskland og Sovjetunionen, de to mægtigste diktaturer i Europa, var indædte modstandere, men politik gjorde, at de underskrev en ikke-angrebspagt (Molotov-Ribbentrop-pagten) i august 1939 med en hemmelig passus om at dele Polen, de baltiske lande og Finland mellem sig.
Krigen brød ud den 1. september 1939, da Tyskland invaderede Polen, som både Storbritannien og Frankrig havde garanteret. Den 17. september invaderede Sovjetunionen Polen fra øst. Polen blev hurtigt erobret, og hovedparten af hæren og dens enheder overgav sig den 5. oktober. Polske soldater vedblev at kæmpe på de allieredes side under hele krigen.
Polen var et af de lande, der havde det største civile tab: Polen mistede ca. 6 millioner borgere.

## Sovjetunionen angriber Finland og de baltiske lande
En række andre lande blev inddraget i konflikten. De baltiske lande følte den 28. september 1939, at de ikke havde nogen anden mulighed end at tillade Sovjetunionen at oprette baser og udstationere tropper på deres territorium. Det blev i juni 1940 udgangspunkt for, at Sovjetunionen let kunne besætte og senere annektere De baltiske lande.
Finland blev den 30. november 1939 invaderet af Sovjetunionen. Dette begyndte Den finske Vinterkrig. Efter mere end tre måneder med hårde kampe og store tab måtte Finland slutte fred. Sovjetunionen havde langt større tab end Finland men også en langt større hær. Ved Fredstraktaten i Moskva den 12. marts 1940 opgav Finland 10% af sit territorium. Finnerne var bitre over at skulle afgive mere land, end de havde måttet afgive på slagmarken. Hitler mente, at resultatet viste, at Den Røde Hær ikke ville blive et problem for Tyskland.

## Angrebet på Danmark og Norge
Den 9. april 1940 indledte Tyskland med Operation Weserübung: besættelsen af Danmark og Norge. Tyskland udlagde angrebet som en defensiv foranstaltning for at hindre Frankrig og Storbritannien i at invadere de to lande for at standse eksporten af svensk jernmalm til Tyskland. Endvidere var kontrollen over Nordatlanten vigtig for Tyskland. Efter en fejlslagen britisk militærindsats i Norge var Finland og Sverige nærmest afskåret fra Vesten, og Tyskland kunne lægge pres på det neutrale Sverige for at få landet til at tillade transit af forsyninger og soldater på orlov. Tysk tilstedeværelse i Finland blev af finnerne anset som en forbedring af deres strategiske situation. Angrebet på Danmark skete, fordi Hitler ville sikre forbindelsen til Norge. Der blev bygget store forsvarsværker på vestkysten. Især i Hirtshals og Hanstholm blev der bygget store bunkers og lagt miner ud.
Den 12. april 1940 besatte britiske tropper Færøerne i Operation Valentine, og den 10. maj 1940 blev Island besat af britiske tropper i Operation Fork. Den britiske besættelse af Island varede til juli 1941, hvor amerikanske tropper overtog kontrollen med Island.

## Vestfronten 1940
På grund af den store aktivitet på østfronten var grænsen mellem Frankrig og Tyskland særdeles fredelig. Den var præget af "manglende" krigskonfrontationer (Spøgelseskrigen - engelsk The Phoney War, tysk der Sitzkrieg) og fortsatte til den 10. maj 1940.
Den 18. marts 1940 blev Hitler og Mussolini enige om at gøre Stålpagten til en alliance mod Frankrig og Storbritannien. Spøgelseskrigen ophørte, da vestfronten blev åbnet med det tyske angreb på Belgien, Holland og Luxembourg den 10. maj. Hermed blev den franske Maginot-linje omgået.
Efter en hurtig invasion gik de tyske styrker den 13. maj mod Frankrig. De gik gennem Ardennerne. Frankrig havde begået den katastrofale fejl at lade området være næsten uforsvaret, fordi det angiveligt ikke kunne passeres af kampvogne. De fleste allierede styrker stod i Flandern og Nordfrankrig, hvor de afventede en gentagelse af 1. verdenskrig. De blev afskåret fra det centrale Frankrig. En langt bedre kommunikation mellem de tyske styrker gjorde også, at slaget om Frankrig blev en kort affære. Kampen varede seks uger, hvorefter Frankrig overgav sig.
Frankrig blev yderligere ydmyget ved, at Hitler krævede, at overgivelsesdokumenterne skulle underskrives i den jernbanevogn, hvor den tyske overgivelse var underskrevet i 1918. Frankrigs nederlag lod Storbritannien og dets imperium alene i krigen mod Tyskland. Heldigvis for Storbritannien blev største delen af hæren evakueret i alt, hvad der kunne sejle, fra den nordfranske havn Dunkirk. Den heldige evakuering blev i England til noget, som lignede en sejr. I alt blev 330.000 mand reddet heraf 230.000 briter. Men alt materiellet måtte efterlades.

## Slaget om England
Tyske flystyrker blev i stort antal udstationeret i Nordfrankrig for at forberede en planlagt invasion af England under kodeordet "Operation Søløve". Luftkampene blev igangsat af Luftwaffe mod RAF og blev kendt som Slaget om England. Det er nu anerkendt, at en invasion ikke kunne afvikles med held, selv om det var lykkedes Luftwaffe at drive RAF væk fra Kanalen og det sydlige Storbritannien. Storbritannien ville stadig have sine jagere i den centrale del af Storbritannien samt bombe- og jagereskadriller i den nordlige del af landet. Helt afgørende var den betydelige ildkraft fra britiske flåde. Slaget om England blev med en meget lille margin vundet af det britiske luftforsvar, og Luftwaffe skiftede taktik og gik over til bombekampagner mod de vigtigste engelske byer.
Under bombekampagnerne blev alle de væsentlige britiske industriområder udsat for kraftige bombardementer. Især London blev ramt, hvor de natlige togter varede i flere måneder. Øvrige målområder var Birmingham og Coventry og væsentlige strategiske mål som flådebasen Plymouth samt Kingston upon Hull-havnen. Der var store civile tab i de britiske byer.
Krigen i luften tiltrak verdens opmærksomhed. Da der ikke var væsentlige land- eller søslag, blev luftkrigen anset som særdeles kritisk. Træfningerne i Slaget om Atlanten og de britiske kommandoraids i det besatte Europa blev overskygget af luftkrigen.
Den militære doktrin før 2. verdenskrig var, at bølger af bombetogter mod fjendens byer ville skabe massepanik og føre til et hurtigt kollaps af fjendens modstandsvilje. Derfor havde RAF opbygget en stor strategisk bombefly-kapacitet, mens det tyske luftvåben var udstyret til at yde hæren støtte. De tyske bombefly var ofte mindre end deres britiske modstykker, og tyskerne udviklede kun et enkelt fire-motoret tungt bombefly (Focke-Wulf Fw 200) i et lille antal, som kunne modsvare Avro Lancaster, B-17 Flying Fortress eller B-24 Liberator.
Den største koncentration af tyske bombetogter mod de britiske byer var fra efteråret 1940 til foråret 1941. Herefter blev en væsentlig del af Luftwaffe overført til Østfronten. Tyske togter fortsatte i mindre skala under resten af krigen, og senere blev også V1'ere og V2-raketter anvendt. Balancen i form af bombetonnage, der blev anvendt mod modparten, skiftede kraftigt i RAF's favør. I 1942 sendte den britiske bombekommando 1.000 bombefly på togt mod en tysk by. Det krævede, at samtlige fly med besætninger under optræning blev anvendt i togtet. Det var først i 1943, at disse store bombetogter blev mulige uden specialplanlægning og inddragelse af alle ressourcer.
Fra 1942 blev krigsindsatsen suppleret af det amerikanske 8. luftvåben. Briterne foretog togter om natten og amerikanerne om dagen. I 1943 blev Hamborg ramt af en af historiens værste ildstorme, antændt af et bombetogt. 40.000 mennesker blev dræbt. Bombetogtet blev alene overgået – i antallet af ofre – af bombetogtet mod Dresden i 1945, bombningen af Tokyo og atombomberne i 1945. Ud over den direkte skade, som bombetogterne havde, medførte de, at en lang række ressourcer måtte anvendes på luftforsvaret af Tyskland.
Allerede tidligt i krigen udviklede begge parter nye avancerede teknikker. Det drejede sig om radiopejling af mål, radar osv.

## Kampe i Nordafrika
Den nordafrikanske kampagne begyndte i 1940, da små britiske styrker i Egypten standsede en italiensk fremmarch i Libyen. Den britiske fremgang blev stoppet i 1941, da tyske tropper under Erwin Rommel blev landsat i Libyen. Det førte til kamphandlinger, som kulminerede i de to slag ved El-Alamein.
- Det første slag foregik i sommeren 1942. Tyskerne havde nået El-Alamein, det sidste forsvarspunkt for de allierede før Alexandria og Suez-kanalen. Som i Sovjetunionen manglede tyskerne forsyninger, og det britiske forsvar stoppede deres offensiv.

- Det andet slag ved El-Alamein foregik sidst i oktober 1942, og nu var de britiske styrker i offensiven. Rommel blev tvunget tilbage og måtte fortsætte sit tilbagetog helt til Tunesien. De allierede styrker i Nordafrika udgjordes af britiske, australske, new zealandske, indiske, sydafrikanske og græske styrker (Den Græske Brigade, 15.000 mand [kilde mangler]). Senere også franske styrker, se nedenfor.

For at underbygge denne sejr gik amerikanske og britiske styrker i land i Marokko og Algeriet den 8. november 1942 i Operation Torch. Vichy-franske styrker ydede kun begrænset modstand, før de skiftede side. De tyske og italienske styrker var herefter fanget mellem de allierede styrker, der trængte frem fra både øst og vest. De tyske tropper kapitulerede den 13. maj 1943, og 250.000 tyskere måtte vandre i fangenskab.

## Aksemagterne invaderer Balkan
Italien invaderede Albanien den 7. april 1939 og Grækenland den 28. oktober 1940 helt uden aftale med deres tyske allierede. Mussolini ønskede at vise Hitler, at også han og hans land havde store militære evner. Iflg. den italienske udenrigsminister grev Galeazzo Ciano sagde Mussolini: "Hitler kan læse om min invasion af Grækenland i aviserne". Resultatet var langtfra den succes, de tyske styrker havde nået i Frankrig. Ikke alene mislykkedes det at erobre Grækenland, men det græske modangreb blev ført helt ind i Albanien. Det udløste tysk intervention også i Jugoslavien, hvor et pro-tysk kup var mislykkedes et par dage før. Britiske styrker blev sendt fra Egypten til Grækenland, men led et sviende nederlag. Efter at det græske fastland var erobret, rettede tyskerne opmærksomheden mod Kreta. Slaget om Kreta blev en massiv luftoperation med tyske faldskærmstropper i stort antal. Øen blev erobret, men de tyske tab var så store, at ingen i krigen forsøgte en lignende operation. Et helt specielt forhold for 2. Verdenskrig var, at Hitler pga. sin forkærlighed for græske kultur, og fordi han mente, at Mussolini selv var ude om det sviende nederlag, gav ordre til at de 218.000 fangne græske soldater skulle frigives umiddelbart efter afvæbning. De græske officerer fik endda lov til at beholde deres pistoler. Tyskland tog således ingen græske krigsfanger, og alle blev løsladt. Hitler sagde i sin tale til Rigsdagen, at de græske soldater har kæmpet ypperligt og ærefuldt, og pga. deres "hæderfulde æt" omgående ville blive frigivet. Hitler skal have givet strenge ordrer om, under ingen omstændigheder at ødelægge arkæologiske områder, templer etc.

## Tyskland angriber Sovjetunionen 1941
Efter at Balkan nu var på tyskernes hænder, blev næste operation igangsættelsen den historisk største militære landoffensiv, der flere gange var blevet udskudt, operation Barbarossa.
Om morgenen den 22. juni 1941 gik 2,5 million tyske og tyskallierede soldater til angreb på Sovjetunionen. Det angreb blev kaldt Operation Barbarossa, historiens største og blodigste militære felttog.
Den sovjetiske hær blev taget på sengen. Efterretningrapporter, som advarede om store tyske troppekoncentrationer tæt op til grænsen, var få dage forinden blevet afvist af Stalin som upålidelige. Aksemagternes styrker havde i tiden efter angrebet enorm fremgang, i høj grad på grund af inkompetence fra Stalin og de sovjetiske generaler. Den røde hær var dårligt organiseret og mangelfuldt udrustet. Den tyske Blitzkriegtaktik med motoriserede enheders koncentrerede stormangreb og intense flyangreb viste sig meget effektive i de første måneder af krigen. Stalins ordre om forbud mod al tilbagetrækning medvirkede i høj grad til at Wehrmachts knibtangsmanøvrer hurtigt omringede betydelige sovjetiske styrker. 2,4 millioner sovjetiske soldater blev krigsfanger det første halve år.
De tyske styrker var delt i tre hærgrupper.
- Heeresgruppe Nord rykkede ind i de baltiske stater, som i 1940 var blevet indlemmet i Sovjetunionen. Først i september nåede den Leningrad og indledte en belejring af byen, som skulle vare over 900 dage.
- Heeresgruppe Süd angreb Ukraine og havde som mål oliefeltener i Kaukasus. Inden vinteren kom havde den erobret hele Ukraine og var nået helt til Rostov ved indgangen til Kaukasus.

- Størstedelen af angrebet kom gennem Hviderusland, hvor Heeresgruppe Mitte havde kurs mod Ruslands hjerte. Ved Minsk og Smolensk vandt Tyskland store sejre og rykkede frem med stormskridt mod den sovjetiske hovedstad Moskva. I begyndelsen af oktober kunne de tyske fortropper skimte Kreml i horisonten, og situationen så håbløs ud for Sovjetunionen. Wehrmacht formåede imidlertid ikke at nå deres mål, før vinterkulden tvang angrebstyrkerne til at indstille fremrykningen. Den raske fremrykning gennem de enorme landområder havde været resursekrævende, og tyskerne var ikke forberedt på vinterkrig. Mens de havde problemer med forsyningslinjerne og ventede på forstærkninger til det endelige angreb på Moskva, fik Den røde hær tid til at omorganisere sig og forberede et modangreb.

Slaget om Moskva varede i tre måneder og endte med sovjetisk sejr. Med temperaturer omkring 30 minusgrader led de tyske styrker under Fedor von Bock kraftigt, og da den sovjetiske kommandant Georgij Zjukov satte modangrebet ind den 5. december, mistede tyskerne initiativet og blev drevet tilbage.

## Japan angriber vestmagterne
Japans militære engagement i Kina og Fransk Indokina havde ført til, at Storbritannien, USA og Holland havde lukket for olieforsyningen til Japan. Det var en stor trussel for den japanske krigsmaskine, og som et resultat måtte japanerne skaffe sig olie på egen hånd. Den oplagte løsning var det oliebesiddende Hollandsk Ostindien (i dag Indonesien), hvor en svag hollandsk eksilregering næppe ville kunne stå imod et japansk angreb. Den japanske regering antog, at et sådant angreb ikke ville blive godtaget af USA og Storbritannien og gjorde det nødvendigt at komme dem i forkøbet med et overraskelsesangreb.
Om morgenen den 7. december 1941 gik den japanske flåde til angreb på den amerikanske flådebase Pearl Harbor. Angrebet blev til en vis grad en succes, da japanerne fik sænket 18 amerikanske skibe (hvoraf fem krigsskibe) med amerikanske tabstal på 2403 mand mod bare 29 japanske fly, fem japanske ubåde og 64 mand. Hovedmålet for det japanske angreb, ødelæggelsen af de amerikanske hangarskibe, mislykkedes, fordi de var ude på øvelse.
Samtidigt erobrede japanske styrker den britiske kronkoloni Hong Kong. Dagen efter, den 10. december, blev de to britiske krigsskibe HMS Repulse og HMS Prince of Wales sænket ud for kysten af Britisk Malaya. Thailand blev tvunget med i krigen på japansk side, og samtidigt faldt de to amerikanske øer Guam og Wake Island.
Det japanske angreb førte til, at den amerikanske Kongres erklærede krig mod Japan den 8. december. Tre dage senere erklærede Tyskland krig mod USA. Det førte til, at de hidtil uafhængige krige i Europa og Asien blev forbundet til en global konflikt, altså en verdenskrig.
I januar 1942 tog Japan magten i Burma og Britisk Malaya. Samtidigt blev Ny Guinea, Filippinerne og Hollands Ostindien blev invaderet. I februar blev den britiske bastion Singapore erobret og 130.000 allierede soldater kom i japansk krigsfangenskab. I slaget i Javahavet i februar-marts blev den allierede flåde knust, hvilket bragte Hollandsk Ostindien under japansk kontrol. I løbet af foråret blev også de amerikanske styrker på Filippinerne slået og Japan tog også magten på denne øgruppe. Derudover blev Salomonøerne besat, da de kunne bruges som base for bombefly, som kunne true konvojer til Australien.

## De allieredes invasion af Italien
Fra deres basis i Nordafrika foretog de allierede nu en invasion ind i, hvad Winston Churchill kaldte "Europas bløde underliv".
Som forløber blev Sicilien erobret den 10. juli 1943. Som en direkte konsekvens blev Mussolini afsat den 25. juli 1943. Han blev arresteret og sat i husarrest i et isoleret bjergområde. Hans efterfølger, general Pietro Badoglio, forhandlede sig til en våbenhvile med de allierede den 8. september 1943, og Italien var hermed ikke længere Tysklands allierede. Nu var der repressalier mod italienske soldater i selve Italien og i de besatte lande som Grækenland, hvor tyskerne henrettede italienske soldater i massevis: på Korfu blev de italienske soldater i sække og smidt levende ud fra en klippe.
Tyskerne handlede hurtigt i situationen med en afvæbning af de italienske styrker og etableringen af en stærk forsvarslinje.
De allierede styrker gik i land på det italienske hovedland den 9. september 1943; amerikanerne ved Salerno, briterne ved Taranto.
Mussolini blev befriet af tyske tropper og genindsat som overhoved i Salò-republikken, en fascistisk lydstat i Norditalien. Han fortsatte, til han blev fanget af den italienske modstandsbevægelse og henrettet ved skydning. Den 28. april 1945 hængte de italienske partisaner ham op i benene på Piazzale Loreto i Milano.
Tyskerne havde bygget en stærk forsvarslinje i bjergene – Gustav-linjen – hvor de allierede led store tab. Til sidst blev linjen indtaget ved angreb mod Monte Cassino fra syd og ved landgang nord for linjen ved Anzio. Slaget om Monte Cassino var ualmindeligt blodigt og blev bl.a. udført af polske, græske og algeriske soldater i allieret tjeneste.
De allierede indtog Rom den 4. juni 1944, to dage før landgangen i Normandiet. Tyskerne opstillede en ny forsvarslinje længere mod nord – Gotenstellung. De allierede foretog Operation Dragoon, en landgang i det sydlige Frankrig i august for at true den tyske flanke, samtidig med at de angreb "den gotiske forsvarslinje" den 10. september. Offensiven fra de allierede og enkelte italienske styrker fortsatte, til de tyske tropper i Italien overgav sig den 29. april, to dage efter Mussolini blev fanget.

## Befrielsen af Frankrig
Omtrent samtidig med befrielsen af Rom kom den længe ventede invasion af Frankrig. Under Operation Neptune og den følgende Operation Overlord blev allierede tropper sat i land i Normandiet den 6. juni 1944 og etablerede et brohoved, som det trods ihærdige anstrengelser ikke lykkedes for tyskerne at eliminere. Herefter fulgte en to måneder lang kampagne, hvor amerikanske, britiske og canadiske tropper forsøgte at bryde ud fra det forholdsvis snævre brohoved. Da udbruddet endelig kom, skete det hurtigt, og amerikanske styrker under bl.a. George Patton kørte hurtigt gennem Frankrig mod den tyske grænse. Tyske tropper, der havde kæmpet i Normandiet, blev omringet i et område omkring Falaise.
Meget omfattende bombninger af den tyske infrastruktur og byer var årsag til enorme tab og ødelæggelser. I Tyskland overlevede Hitler flere attentatforsøg. Det mest alvorlige skete den 20. juli, hvor han blev lettere såret. Invasionen i Normandiet blev fulgt af en invasion i det sydlige Frankrig i august måned under betegnelsen "Operation Dragoon". I september var tre allierede hærgrupper opstillet over for den tyske vestfront, som stort set fulgte rigsgrænsen. De allierede nærede en forsigtig optimisme og alle troede, at krigen i Europa forhåbentlig ville være ovre ved udgangen af 1944. Den 25. august 1944 blev Paris befriet.
De allierede forsøgte at presse krigslykken med "Operation Market Garden", hvor de forsøgte at erobre en række broer ved Arnhem i Holland ved et luftbåret angreb. Forsøget blev gjort for at åbne en vej ind i Tyskland og for at befri det nordlige Nederland. Der var dog stærke tyske styrker til stede, og den britiske 1. luftbårne division blev næsten udslettet. De allierede havde erobret Antwerpen og dens store havneanlæg i starten af september, men tyske tropper holdt fortsat den nordlige del af indløbet til havnen besat. I slaget ved Schelde lykkedes det at fjerne de tyske tropper efter særdeles hårde kampe, og fra slutningen af november kunne havnen i Antwerpen lette på de allieredes forsyningssituation.
Efter at den vanskelige forsyningssituation havde ført til stagnation af fronten, kom de allierede kun langsom frem i efteråret 1944. Amerikanerne kæmpede hårdt i slaget om Hürtgenskoven og havde svært ved at planlægge offensiver. Det forværredes den 16. december 1944, da tyskerne indledte en modoffensiv i slaget om Ardennerne. De tyske styrker drev de allierede tilbage og omringede en række amerikanske styrker. Det lykkedes de allierede at standse modoffensiven og til sidst at presse tyskerne tilbage igen. Slaget om Ardennerne blev tyskernes sidste store offensiv i krigen.
Den sidste forhindring for de allierede var Rhinen. Den krydsede de i marts 1945, og herefter lå vejen ind i Tyskland åben. De sidste tyske styrker i vest blev omringet i Ruhr-distriktet.

## Krigen slutter
I løbet af de første måneder af 1945 trængte de Vestallierede frem til Rhinen. I begyndelsen af marts nåede amerikanerne frem til Rhinen ved Remagen og erobrede den 7. marts en jernbanebro intakt, hvorefter amerikanske styrker straks begyndte at etablere et brohoved på Rhinens østlige bred. Den 22. marts begyndte amerikanske tropper at overskride Rhinen ved Mainz og i de følgende dage fulgte yderligere overgange i syd og nord. Ruhr-området blev hurtigt omringet, og mens Ruhr blev erobret fortsatte de Vestallierede styrker hastigt øst på og erobrede hele det tyske område vest for Elben foruden store dele af Tjekkoslovakiet og Østrig.
I de første måneder af 1945 var de sovjetiske styrker trængt frem til Oder og havde etableret et brohoved på flodens vestlige bred. Den 16. april gik de sovjetiske styrker til angreb over Oder og omringede hurtigt Berlin. Mens de sovjetiske styrker kæmpede mod et indædt tysk forsvar af Berlin mødtes amerikanske og sovjetiske tropper den 25. april 1945 ved Torgau, som ligger ved Elben.
Da de sovjetiske styrker var trængt ind i Berlins centrum og alt var tabt, valgte Hitler den 30. april at begå selvmord i sin bunker sammen med elskerinden Eva Braun, som han ægtede i sidste øjeblik. For Hitlers efterfølger storadmiral Karl Dönitz var der kun tilbage at kapitulere. De officielle kapitulationsdokumenter blev underskrevet af general Alfred Jodl den 7. maj 1945. Den 8. maj blev erklæret for sejrsdag i Europa, VE-day.
Det tyske rige blev opdelt i allierede kontrolzoner, Sovjetunionen i øst, USA i syd, Storbritannien i nordvest og Frankrig i sydvest.
Under fremmarchen gennem de tidligere tyske besættelsesområder og selve Tyskland stødte de allierede styrker på koncentrationslejre, som nazisterne havde fængslet og udryddet cirka 12 millioner mennesker i. Den største enkeltgruppe var jøder (cirka halvdelen ifølge Nürnbergprocessen). Andre minoriteter som sigøjnere, slaver, homoseksuelle og handicappede samt politiske fjender var blandt ofrene. Den mest omtalte af disse dødslejre er Auschwitz, Auschwitz-museet anslår dødstallet til ca. 1,1 million: 1 million jøder, 70-75.000 ikke-jødiske polakker, 21.000 sigøjnere, 15.000 sovjetiske krigsfanger og 10-15.000 fra andre lande. Folkedrabet "Holocaust" er en væsentlig del af historien om 2. verdenskrig. I maj og juni 1945 blev tusinder af flygtninge fra Jugoslavien og Sovjetunionen samlet i Østrig og sendt retur via Operation Keelhaul. Flygtningene blev enten skudt eller deporteret af Sovjetunionen. Også det slagne Finland og det neutrale Sverige sendte flygtninge retur til samme skæbne. Flygtninge fra Tyskland i Danmark blev nægtet lægehjælp, og 4000 børn døde.
Krigen i Europa sluttede den 8. maj, men fortsatte i Asien. Efter nedkastningen af atombomber i Hiroshima den 6. og Nagasaki den 9. august angreb Sovjetunionen Japan ved Operation Auguststorm og invaderede Manchuriet. Herefter besluttede den japanske krigsledelse den 15. august at overgive sig betingelsesløst. Den 2. september 1945 blev freden underskrevet og 2. verdenskrig var slut.
De sidste tyske krigsfanger blev i 1955 løsladt af Sovjetunionen, efter Stalins død. I efteråret 1953 blev de sidste danskere, der var gået i tysk krigstjeneste, løsladt fra sovjetisk fangenskab.

## Danske soldater i fremmed tjeneste
66 danskere fløj i de allierede flystyrker (RAF, Royal Canadian Air Force og de Frie Norske Flyverstyrker), hvoraf 26 omkom.
Yderligere kæmpede omkring 5.000 danskere på tysk side i Frikorps Danmark ved østfronten.

### Navne
Listen er påbegyndt og ufuldstændig

#### På allieret side
- Kaj Birksted
- Anders Lassen
- Christian Michael Rottbøll

#### På aksemagternes side
- Peter Horn
- Søren Kam
- Christian Frederik von Schalburg
- Poul Sommer
- Knud Børge Martinsen
- Christian Peder Kryssing